# Annavölgy
Annavölgy là một thị trấn thuộc hạt Komárom-Esztergom, Hungary. Thị trấn này có diện tích 4,6 km², dân số năm 2010 là 949 người, mật độ 206 người/km².